# Bundesliga sub-19
La Bundesliga sub-19 (en alemán: A-Junioren Bundesliga) es la máxima competición de fútbol sub-19 de Alemania. Fue creada en 2003 y está dividida en tres divisiones (Nord/Nord-Est, Oest, y Sud/Sud-Oest), de 14 equipos cada una. El ganador de cada división y el segundo equipo en la tabla clasifican a un play-off para definir al campeón del fútbol sub-19 de Alemania. 